# Gösta Höglund
Gösta Vilhelm Höglund, född 9 december 1914 i Luleå, död 1 oktober 1979 i Farsta, var en svensk författare.
Gösta Höglund blev efter folkskolegång springpojke och sedan kontorist hos fadern, som hade skrotaffär. Han kom under uppväxttiden i kontakt med Frälsningsarmén, deltog i Vinterkriget där han blev sårad. Höglund debuterade med pojkboken Idrottsgrabben "Tjobben" har ordet (1937), som han själv hade illustrerat, och utgav sedan diktsamlingen Unga tankar (1938), båda lärospån. Han blev beaktad för romanen Den blomstertid... (1943), en ömsint skildring av en pojke och hans första förälskelse, och slog igenom med Blod och eld (1944), som gav bilder från Frälsningsarmén. Han utgav senare novellsamlingen Svar på plågan (1945), romanen Det brinner (1946), en småstadsskildring med religiöst inslag, och diktsamlingen Gud och slav (1947).